# Крістіана Генрієтта Пфальц-Цвайбрюкенська
Крістіана Генрієтта Пфальц-Цвайбрюкенська (нім. Christiane Henriette von Pfalz-Zweibrücken, 16 листопада 1725 — 11 лютого 1816) — принцеса Пфальц-Цвайбрюкенська, донька герцога Пфальц-Цвайбрюкену Крістіана III та графині Кароліни Нассау-Саарбрюккенської, дружина князя Вальдек-Пірмонтського Карла Августа. Регентка Вальдек-Пірмонтського князівства у 1764—1766 роках.

## Біографія
Крістіана Генрієтта народилась 16 листопада 1725 року у Рибовілле. Була четвертою дитиною та молодшою донькою в родині пфальцграфа Біркенфельду, Бішвайлеру та Раппольштайну Крістіана III та його дружини Кароліни Нассау-Саарбрюккенської. Мала старшу сестру Кароліну та братів Крістіана і  Фрідріха Міхаеля.
Батько у 1733 році офіційно став герцогом Пфальц-Цвайбрюкена. Він пішов з життя, коли Крістіані Генрієтті було 9 років. Матір більше не одружувалася, виконуючи функції регентки при неповнолітньому синові до 1740 року.
Крістіан, прийшовши до влади, відразу видав заміж сестер. 12 серпня 1741 року відбулося весілля Кароліни зі спадкоємним принцом Гессен-Дармштадту, а вже 19 серпня був укладений шлюб Крістіани Генрієтти із правлячим герцогом Вальдек-Пірмонту Карлом Августом. Вінчання пройшло у Цвайбрюккені. Принцесі на той час виповнилося 16 років, наречений був на двадцять років старшим від неї. У подружжя народилося семеро дітей.
Під час Семирічної війни Вальдек-Пірмонтське князівство постраждало від бойових дій. Так, замок Вальдек перебував в облозі протягом двох років. За кілька місяців після закінчення війни, у серпні 1763 року, Карл Август пішов з життя. Княгиня більше не одружувалася. У 1764—1766 роках виконувала функції регентки.
Вважалася високоосвіченою жінкою. Близько товаришувала з антропологом Йоганном Фрідріхом Блуменбахом. Мала велику бібліотеку, яка у 1788 році включала в себе 6000 томів, та кабінет природознавства.
Княгиня пішла з життя у 90-річному віці 11 лютого 1816 року в Арользені під час правління свого онука Георга. Після її смерті виявилися великі борги, через що частина її бібліотеки та колекції мистецтва були продані на аукціоні у 1820 році.
Похована у князівській усипальні в Родені.

## Родина

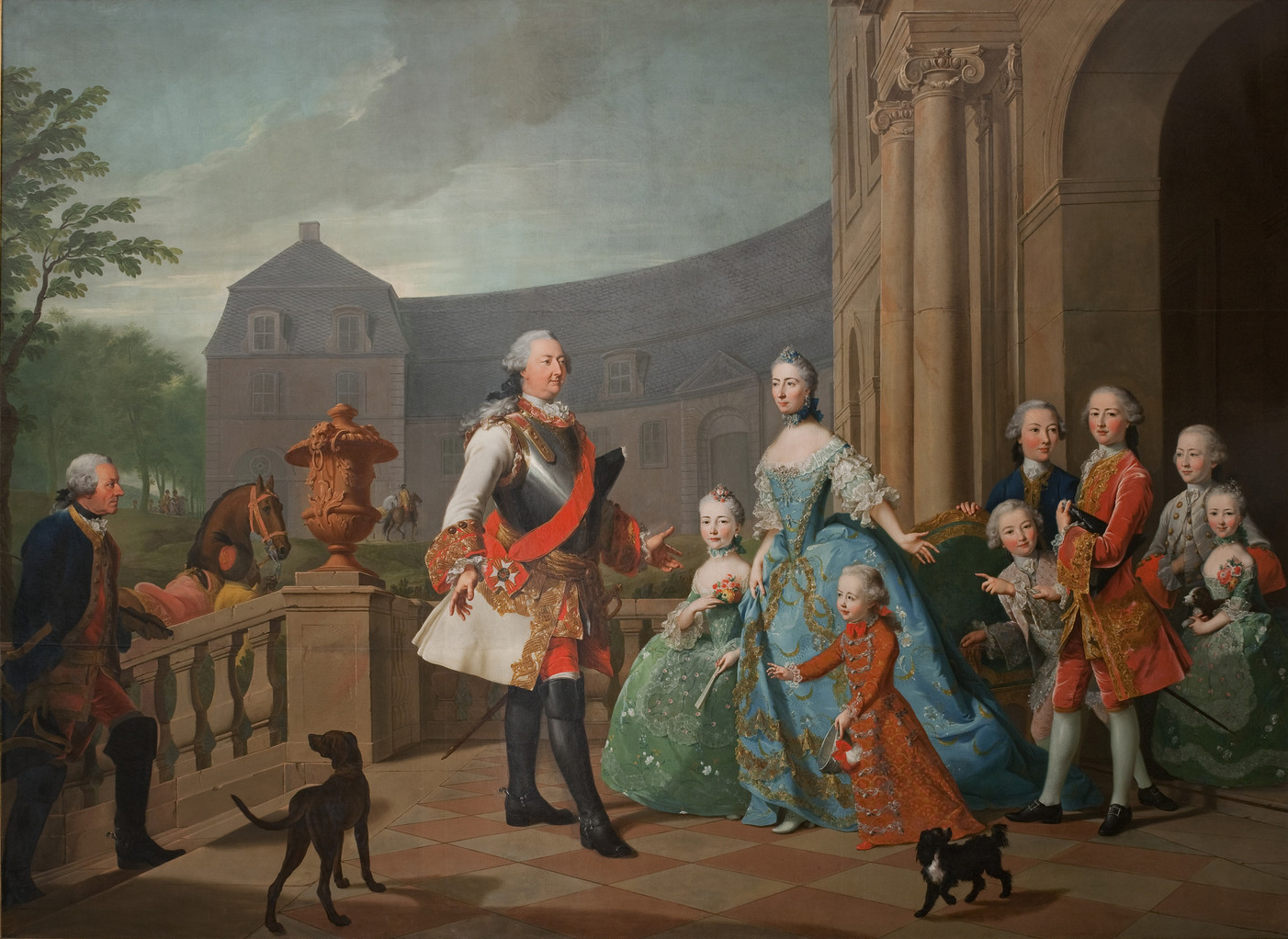
Портрет Крістіани Генрієтти з родиною, робота Й. Г. Тішбейна-старшого, 1757

Чоловік — Карл Август, князь Вальдек-Пірмонтський
Діти:
- Карл (1742—1756) — прожив 14 років;
- Фрідріх (1743—1812) — князь Вальдек-Пірмонту у 1763—1812 роках, одруженим не був, дітей не мав;
- Крістіан (1744—1798) — фельдмаршал португальської армії, одруженим не був, дітей не мав;
- Георг (1747—1813) — князь Вальдек-Пірмонту у 1812—1813 роках, був одружений із принцесою Августою Шварцбург-Зондерсгаузенською, мав численних нащадків;
- Кароліна Луїза (1748—1782) — дружина герцога Курляндії та Семигалії Петера фон Бірона, дітей не мала;
- Луїза (1751—1816̠) — дружина герцога Нассау-Узінгенського Фрідріха Августа, мала семеро дітей, які не залишили нащадків;
- Людвіг (1752—1793) — генерал голандського війська, загинув поблизу Кортрейка, одруженим не був, дітей не мав.